# NGC 7415/2
NGC 7415/2 је спирална галаксија у сазвежђу Пегаз која се налази на NGC листи објеката дубоког неба.
Деклинација објекта је + 20° 15' 43" а ректасцензија 22h 54m 53,6s. Привидна величина (магнитуда) објекта NGC 7415 износи 14,7 а фотографска магнитуда 15,5. NGC 74152 је још познат и под ознакама UGC 12244, MCG 3-58-12, CGCG 453-23, PGC 69985.